# Нижній Куяльник
Нижній Куя́льник — село Іванівської селищної громади Березівського району Одеської області в Україні. Населення становить 115 осіб.

## Населення
Згідно з переписом 1989 року населення села становило 157 осіб, з яких 73 чоловіки та 84 жінки.
За переписом населення 2001 року в селі мешкало 115 осіб.

### Мова
Розподіл населення за рідною мовою за даними перепису 2001 року:
| Мова       | Відсоток |
| ---------- | -------- |
| українська | 53,91 %  |
| болгарська | 27,83 %  |
| російська  | 14,78 %  |
| румунська  | 2,61 %   |
| гагаузька  | 0,87 %   |